# Lista de episódios de Boa Sorte, Charlie!
Está é uma lista de episódios da série original do Disney Channel, Boa Sorte, Charlie!. A série gira em torno de Teddy Duncan (Bridgit Mendler), uma adolescente que faz diários em vídeo sobre sua família para a sua irmã bebê Charlie (Mia Talerico). Os diários de vídeo são feitas para ajudar Charlie quando ela crescer. A série também é estrelado por Jason Dolley como PJ; Bradley Steven Perry como Gabe, e Leigh-Allyn Baker e Eric Allan Kramer como Amy e Bob Duncan. A série estreou 4 de Abril de 2010 nos Estados Unidos..

## Temporadas
| Temporada | Temporada | Episódios | Exibição Original       | Exibição Original       | Exibição no Brasil    | Exibição no Brasil      | Exibição em Portugal   | Exibição em Portugal   |
| Temporada | Temporada | Episódios | Estreia de temporada    | Final de temporada      | Estreia de temporada  | Final de temporada      | Estreia de temporada   | Final de temporada     |
| --------- | --------- | --------- | ----------------------- | ----------------------- | --------------------- | ----------------------- | ---------------------- | ---------------------- |
|           | 1         | 26        | 4 de abril de 2010      | 30 de janeiro de 2011   | 10 de julho de 2010   | 26 de fevereiro de 2011 | 8 de outubro de 2010   | 24 de junho de 2011    |
|           | 2         | 30        | 20 de fevereiro de 2011 | 27 de novembro de 2011  | 3 de maio de 2011     | 10 de dezembro de 2011  | 8 de junho de 2011     | 14 de setembro de 2012 |
|           | Filme     | Filme     | 2 de dezembro de 2011   | 2 de dezembro de 2011   | 4 de dezembro de 2011 | 4 de dezembro de 2011   | 16 de dezembro de 2011 | 16 de dezembro de 2011 |
|           | 3         | 23        | 6 de maio de 2012       | 20 de janeiro de 2013   | 30 de julho de 2012   | 27 de abril de 2013     | 14 de setembro de 2012 | 19 de dezembro de 2013 |
|           | 4         | 21        | 28 de abril de 2013     | 16 de fevereiro de 2014 | 7 de julho de 2013    | 12 de abril de 2014     | 25 de novembro de 2013 | 6 de junho de 2014     |

## 1ª Temporada: 2010-2011
| #     | Título                                                                          | Estreias                                                              | Código de produção | Audiência EUA (em milhões) |
| ----- | ------------------------------------------------------------------------------- | --------------------------------------------------------------------- | ------------------ | -------------------------- |
| 01    | "Encontro para Estudar" "Study Date"                                            | 4 de Abril de 2010 10 de Julho de 2010 8 de Outubro de 2010           | 101                | 4.7                        |
| 02    | "Bebê, volte Aqui!" "Baby Come Back"                                            | 11 de Abril de 2010 17 de Julho de 2010 15 de Outubro de 2010         | 102                | 3.9                        |
| 03    | "O Curioso Caso do Sr. Dabney" "The Curious Case of Mr. Dabney"                 | 18 de Abril de 2010 15 de Agosto de 2010 22 de Outubro de 2010        | 106                | 4.1                        |
| 04    | "Dupla Whammy" "Double Whammy"                                                  | 25 de Abril de 2010 25 de Julho de 2010 5 de Novembro de 2010         | 104                | 3.4                        |
| 05    | "Fora da Dança" "Dance Off"                                                     | 2 de Maio de 2010 22 de Agosto de 2010 12 de Novembro de 2010         | 108                | 3.6                        |
| 06    | "Charlie Fez Isso!" "Charlie Did It!"                                           | 9 de Maio de 2010 29 de Agosto de 2010 19 de Novembro de 2010         | 107                | 3.9                        |
| 07    | "Falha na Discagem dos Duncans" "Butt Dialing Duncans"                          | 16 de Maio de 2010 14 de Novembro de 2010 26 de Novembro de 2010      | 118                | 3.8                        |
| 08    | "Charlie Faz 1 Ano" "Charlie is 1"                                              | 23 de Maio de 2010 5 de Dezembro de 2010 2 de Dezembro de 2010        | 110                | 3.7                        |
| 09    | "Em Cima de uma Árvore" "Up a Tree"                                             | 6 de Junho de 2010 1 de Agosto de 2010 9 de Dezembro de 2010          | 105                | 3.0                        |
| 10    | "Tire o Mel do Jogo de Baseball" "Take Mel Out to the Ball Game"                | 13 de Junho de 2010 18 de Julho de 2010 7 de Janeiro de 2011          | 103                | 3.5                        |
| 11    | "Garotos conhecem Garotas" "Boys Meets Girls"                                   | 27 de Junho de 2010 6 de Setembro de 2010 14 de Janeiro de 2011       | 109                | 3.2                        |
| 12    | "Kit e Kaboodle" "Kit and Kaboodle"                                             | 17 de Julho de 2010 6 de Setembro de 2010 4 de Fevereiro de 2011      | 111                | 5.0                        |
| 13    | "A Pequena Ajudante da Teddy" "Teddy's Little Helper"                           | 1º de Agosto de 2010 19 de Setembro de 2010 11 de Fevereiro de 2011   | 112                | 5.0                        |
| 14    | "Paninho Dará Tchau-Tchau" "Blankie Go Bye-Bye"                                 | 15 de Agosto de 2010 21 de Novembro de 2010 18 de Fevereiro de 2011   | 113                | 3.3                        |
| 15    | "A Charlie É Um Vírus" "Charlie Goes Viral"                                     | 29 de Agosto de 2010 24 de Dezembro de 2010 4 de Março de 2011        | 114                | 4.3                        |
| 16    | "Os Duncan Têm Talento" "Duncan's Got Talent"                                   | 12 de Setembro de 2010 2 de Janeiro de 2011 11 de Março de 2011       | 115                | 3.8                        |
| 17    | "Kwikki Chickki" "Kwikki Chickki"                                               | 19 de Setembro de 2010 8 de Janeiro de 2011 18 de Março de 2011       | 116                | 3.0                        |
| 18    | "Charlie no Comando" "Charlie in Charge"                                        | 17 de Outubro de 2010 15 de Janeiro de 2011 22 de Abril de 2011       | 123                | 3.9                        |
| 19    | "Insônia em Denver" "Sleepless in Denver"                                       | 24 de Outubro de 2010 22 de Janeiro de 2011 29 de Abril de 2011       | 125                | 3.3                        |
| 20    | "Menina Morde o Cão" "Girl Bites Dog"                                           | 14 de Novembro de 2010 2 de Fevereiro de 2011 6 de Maio de 2011       | 117                | 3.9                        |
| 21    | "Teddy Destruiu os Corações da Banda do Clube" "Teddy's Broken Heart Club Band" | 21 de Novembro de 2010 9 de Fevereiro de 2011 13 de Maio de 2011      | 119                | 4.1                        |
| 22    | "Os Ressaltos da Teddy" "Teddy Rebounds"                                        | 28 de Novembro de 2010 16 de Fevereiro de 2011 20 de Maio de 2011     | 120                | 3.7                        |
| 23    | "Apertando Botões" "Pushing Buttons"                                            | 12 de Dezembro de 2010 16 de Fevereiro de 2011 27 de Maio de 2011     | 124                | 3.4                        |
| 24–25 | "Show na Neve" "Snow Show"                                                      | 16 e 23 de Janeiro de 2011 23 de Fevereiro de 2011 3 de Junho de 2011 | 121-122            | 7.2 e 4.3,                 |
| 26    | "Dirigindo a Sra. Dabney" "Driving Mrs. Dabney"                                 | 30 de Janeiro de 2011 26 de Fevereiro de 2011 24 de Junho de 2011     | 126                | 3.8                        |

## 2ª Temporada: 2011-2012
| #     | #.    | Títulos                                                                       | Estreias                                                            | Audiência EUA em milhões | Código de produção |
| ----- | ----- | ----------------------------------------------------------------------------- | ------------------------------------------------------------------- | ------------------------ | ------------------ |
| 27    | 01    | "Charlie Faz 2 Anos!" "Charlie is 2!"                                         | 20 de Fevereiro de 2011 3 de Maio de 2011 8 de Julho de 2011        | 4.2                      | 202                |
| 28    | 02    | "Algo Suspeito" "Something's Fishy"                                           | 27 de Fevereiro de 2011 4 de Maio de 2011 8 de Julho de 2011        | 3.4                      | 203                |
| 29    | 03    | "Vamos ao Banheiro" "Let's Potty"                                             | 6 de Março de 2011 5 de Maio de 2011 15 de Julho de 2011            | 4.1                      | 201                |
| 30    | 04    | "Dias de Aplicativo" "Appy Days"                                              | 13 de Março de 2011 6 de Maio de 2011 22 de Julho de 2011           | 3.1                      | 208                |
| 31    | 05    | "Duncan vs. Duncan" "Duncan vs. Duncan"                                       | 20 de Março de 2011 11 de Maio de 2011 29 de Julho de 2011          | 3.3                      | 204                |
| 32    | 06    | "Jogo no Parque" "A L.A.R.P in the Park"                                      | 27 de Março de 2011 8 de Maio de 2011 19 de Agosto de 2011          | 3.7                      | 206                |
| 33    | 07    | "Batalha das Bandas" "Battle of the Bands"                                    | 3 de Abril de 2011 13 de Maio de 2011 26 de Agosto de 2011          | 2.8                      | 209                |
| 34    | 08    | "Os Cantores Bailarinos Duncans" "The Singin' Dancin' Duncans"                | 10 de Abril de 2011 10 de Maio de 2011 16 de Setembro de 2011       | 3.5                      | 205                |
| 35    | 09    | "O Urso da Teddy" "Teddy's Bear"                                              | 15 de Abril de 2011 5 de Junho de 2011 7 de Outubro de 2011         | 3.6                      | 210                |
| 36    | 10    | "Conheça os Pais" "Meet the Parents"                                          | 1º de Maio de 2011 23 de Junho de 2011 7 de Outubro de 2011         | 3.2                      | 211                |
| 37    | 11    | "O Aniversário de 12 Anos e Meio do Gabe" "Gabe's 12-½ Birthday"              | 8 de Maio de 2011 18 de Julho de 2011 4 de Novembro de 2011         | 2.6                      | 212                |
| 38    | 12    | "A Separação" "The Break Up"                                                  | 15 de Maio de 2011 19 de Julho de 2011 18 de Novembro de 2011       | 3.3                      | 213                |
| 39    | 13    | "Charlie No Ritmo" Charlie Shakes It Up"                                      | 5 de Junho de 2011 6 de Agosto de 2011 12 de Outubro de 2011        | 4.0                      | 215                |
| 40    | 14    | "Os Novos Sapatos do Bebê" "Charlie's New Shoes"                              | 12 de Junho de 2011 20 de Julho de 2011 27 de Janeiro de 2012       | 3.1                      | 207                |
| 41    | 15    | "Tchau Tchau Video Diário" "Bye Bye Diary Video"                              | 19 de Junho de 2011 21 de Julho de 2011 3 de Fevereiro de 2012      | 4.1                      | 216                |
| 42    | 16    | "Negócios de Macaco" "Monkey Business"                                        | 26 de Junho de 2011 22 de Julho de 2011 10 de Fevereiro de 2012     | 2.7                      | 214                |
| 43    | 17    | "PJ na Cidade" "PJ in the City"                                               | 10 de Julho de 2011 6 de Novembro de 2011 24 de Fevereiro de 2012   | 3.5                      | 219                |
| 44–45 | 18–19 | "Show de Sol(Parte 1 e 2)" "Sun Show"                                         | 24 de Julho de 2011 12 de Outubro de 2011 16 de Dezembro de 2011    | 4.9                      | 221/222            |
| 46    | 20    | "Incrível Gracie" "Amazing Gracie"                                            | 7 de Agosto de 2011 13 de Novembro de 2011 30 de Março de 2012      | 3.8                      | 217                |
| 47    | 21    | "A Rainha dos Cupins" "Termite Queen"                                         | 21 de Agosto de 2011 20 de Novembro de 2011 6 de Abril de 2012      | 3.4                      | 220                |
| 48    | 22    | "A Experiência de Bob Duncan" "The Bob Duncan Experience"                     | 28 de Agosto de 2011 27 de Novembro de 2011 13 de Abril de 2012     | 3.1                      | 218                |
| 49    | 23    | "Dia de Ausência" "Ditch Day"                                                 | 11 de Setembro de 2011 31 de Dezembro de 2011 20 de Abril de 2012   | 3.2                      | 225                |
| 50    | 24    | "Ops Beco" "Alley Oops"                                                       | 25 de Setembro de 2011 5 de Dezembro de 2011 11 de Maio de 2012     | 3.0                      | 223                |
| 51    | 25    | "Espantalho Assustador tinha um Cordeirinho" "Scary Had a Little Lamb"        | 9 de Outubro de 2011 25 de Outubro de 2011 21 de Outubro de 2011    | 4.5                      | 224                |
| 52    | 26    | "Retorno ao Parque Super Adventure" "Return to Super Adventure Land"          | 23 de Outubro de 2011 6 de Dezembro de 2011 1 de Junho de 2012      | 3.3                      | 227                |
| 53    | 27    | "Você Consegue Guardar um Segredo?" "Can You Keep a Secret?"                  | 6 de Novembro de 2011 7 de Dezembro de 2011 22 de Junho de 2012     | 4.6                      | 230                |
| 54    | 28    | "Hora da História" "Story Time"                                               | 13 de Novembro de 2011 8 de Dezembro de 2011 6 de Julho de 2012     | 3.1                      | 226                |
| 55    | 29    | "É Uma Ação De Graças da Charlie Duncan" "It's a Charlie Duncan Thanksgiving" | 20 de Novembro de 2011 9 de Dezembro de 2011 14 de Setembro de 2012 | 4.1                      | 228                |
| 56    | 30    | "Teddy No Gelo" "Teddy On Ice"                                                | 27 de Novembro de 2011 10 de Dezembro de 2011 6 de Julho de 2012    | 4.0                      | 229                |

## Filme
| # | Título                                                             | Estreias                                                           | Produção | Audiência original em milhões |
| - | ------------------------------------------------------------------ | ------------------------------------------------------------------ | -------- | ----------------------------- |
| 1 | "Boa Sorte, Charlie! É Natal!" Good Luck Charlie! It's Christmas!" | 2 de Dezembro de 2011 4 de Dezembro de 2011 16 de Dezembro de 2011 | N/A      | 6.9                           |

## 3ª Temporada: 2012-2013
| #     | #     | Títulos                                              | Estreias                                                             | Audiência EUA em milhões | Código de produção |
| ----- | ----- | ---------------------------------------------------- | -------------------------------------------------------------------- | ------------------------ | ------------------ |
| 57    | 01    | "Novo Quarto pro Bebê" "Make Room for Baby"          | 06 de Maio de 2012 30 de Julho de 2012 21 de Setembro de 2012        | 4.0                      | 301                |
| 58    | 02    | "Má Sorte Teddy" "Bad Luck Teddy"                    | 06 de Maio de 2012 31 de Julho de 2012 28 de Setembro de 2012        | 4.2                      | 302                |
| 59    | 03    | "Amy Precisa de um Chá de Bebê" "Amy Needs a Shower" | 13 de Maio de 2012 01 de Agosto de 2012 5 de Outubro de 2012         | 3.6                      | 303                |
| 60    | 04    | "Confusão com o Vestido" "Dress Mess"                | 13 de Maio de 2012 02 de Agosto de 2012 12 de Outubro de 2012        | 3.0                      | 304                |
| 61    | 05    | "Pegue Me Se For Capaz" "Catch Me If You Can"        | 20 de Maio de 2012 03 de Agosto de 2012 19 de Outubro de 2012        | 2.5                      | 307                |
| 62    | 06    | "Nomeie Este Bebê" "Name That Baby"                  | 15 de Junho de 2012 04 de Agosto de 2012 16 de Novembro de 2012      | 3.6                      | 308                |
| 63–64 | 07–08 | "Entrega Especial(Parte 1 e 2)" "Special Delivery"   | 24 de Junho de 2012 05 de Agosto de 2012 16 de Novembro de 2012      | 7.5                      | 305-306            |
| 65    | 09    | "Bem-Vindo à Casa" "Welcome Home"                    | 01 de Julho de 2012 07 de Outubro de 2012 21 de Dezembro de 2012     | 4.0                      | 309                |
| 66    | 10    | "Primeiras Férias do Bebê" "Baby's First Vacation"   | 15 de Julho de 2012 14 de Outubro de 2012 21 de Dezembro de 2012     | 3.6                      | 310                |
| 67    | 11    | "As Garotas do Tempo" "Wentz's Weather Girls"        | 29 de Julho de 2012 21 de Outubro de 2012 4 de Janeiro de 2013       | 3.0                      | 311                |
| 68    | 12    | "Passos do Bebê" "Baby Steps"                        | 12 de Agosto de 2012 28 de Outubro de 2012 11 de Janeiro de 2013     | 3.7                      | 312                |
| 69    | 13    | "T. Wrecks" "T. Wrecks"                              | 26 de Agosto de 2012 11 de Novembro de 2012 18 de Janeiro de 2013    | 3.6                      | 313                |
| 70    | 14    | "Teddy e o Bambino" "Teddy and the Bambino"          | 16 de Setembro de 2012 06 de Janeiro de 2013 18 de Janeiro de 2013   | 3.7                      | 314                |
| 71    | 15    | "Time da Mamãe" "Team Mom"                           | 23 de Setembro de 2012 13 de Janeiro de 2013 1 de Março de 2013      | 3.6                      | 315                |
| 72    | 16    | "Halloween" "Le Halloween"                           | 07 de Outubro de 2012 29 de Outubro de 2012 24 de Outubro de 2013    | 4.2                      | 318                |
| 73    | 17    | "Garotos & Bonecas" "Guys & Dolls"                   | 14 de Outubro de 2012 20 de Janeiro de 2013 1 de Março de 2013       | 3.7                      | 316                |
| 74    | 18    | "Enfermeira Blankenhooper" "Nurse Blankenhooper"     | 28 de Outubro de 2012 25 de Janeiro de 2013 26 de Abril de 2013      | 3.5                      | 317                |
| 75    | 19    | "A Encantadora da Charlie" "The Charlie Whisperer"   | 04 de Novembro de 2012 13 de Abril de 2013 26 de Abril de 2013       | 3.3                      | 319                |
| 76    | 20    | "Amigo de Estudo" "Study Buddy"                      | 11 de Novembro de 2012 20 de Abril de 2013 24 de Maio de 2013        | 2.7                      | 321                |
| 77    | 21    | "Um Natal dos Duncan" "A Duncan Christmas"           | 02 de Dezembro de 2012 08 de Dezembro de 2012 19 de Dezembro de 2013 | 4.2                      | 320                |
| 78–79 | 22–23 | "Todos Caímos(Parte 1 e 2)" "All Fall Down"          | 20 de Janeiro de 2013 27 de Abril de 2013 27 de Setembro de 2013     | 4.2                      | 322-323            |

## 4ª Temporada: 2013-2014
| #      | #.    | Título                                                                   | Estreias                                                                | Código de produção | Audiência EUA (em milhões) |
| ------ | ----- | ------------------------------------------------------------------------ | ----------------------------------------------------------------------- | ------------------ | -------------------------- |
| 80     | 01    | "A Casa dos Sonhos dos Duncans" "Duncan Dream House"                     | 28 de Abril de 2013 7 de Julho de 2013 25 de Novembro de 2013           | 401                | 3.9                        |
| 81     | 02    | "Um Dia Para Seguir em Frente" "Doppel Date"                             | 05 de Maio de 2013 09 de Julho de 2013 26 de Novembro de 2013           | 402                | 3.7                        |
| 82     | 03    | "A Demolição Dabney" "Demolition Dabney"                                 | 12 de Maio de 2013 16 de Julho de 2013 27 de Novembro de 2013           | 403                | 2.8                        |
| 83     | 04    | "Vai Teddy!" "Go Teddy!"                                                 | 19 de Maio de 2013 23 de Julho de 2013 28 de Novembro de 2013           | 404                | 2.7                        |
| 84     | 05    | "Rock Enrolado" "Rock Enroll"                                            | 02 de Junho de 2013 30 de Julho de 2013 29 de Novembro de 2013          | 405                | 3.2                        |
| 85     | 06    | "Os Suspeitos Incomuns" "The Unusual Suspects"                           | 09 de Junho de 2013 08 de Outubro de 2013 29 de Novembro de 2013        | 406                | 1.9                        |
| 86     | 07    | "O Rato e a Teddy" "Rat-A-Teddy"                                         | 23 de Junho de 2013 12 de Outubro de 2013 6 de Dezembro de 2013         | 407                | 3.4                        |
| 87     | 08    | "Charlie 4, Toby 1" "Charlie 4, Toby 1"                                  | 14 de Julho de 2013 15 de Outubro de 2013 31 de Janeiro de 2014         | 409                | 2.9                        |
| 88     | 09    | "Drama do Futuro" "Futuredrama"                                          | 28 de Julho de 2013 22 de Outubro de 2013 30 de Outubro de 2013         | 414                | 3.4                        |
| 89     | 10    | "O Novo Namorado da Teddy" "Teddy's New Beau"                            | 04 de Agosto de 2013 26 de Outubro de 2013 31 de Janeiro de 2014        | 410                | 2.7                        |
| 90     | 11    | "A Escolha da Teddy" "Teddy's Choice"                                    | 11 de Agosto de 2013 29 de Outubro de 2013 7 de Fevereiro de 2014       | 411                | 2.7                        |
| 91     | 12    | "O Bicho do Baile" "Bug Prom"                                            | 15 de Setembro de 2013 22 de Fevereiro de 2014 14 de Fevereiro de 2014  | 412                | 3.3                        |
| 92     | 13    | "Fim de Semana em Vegas" "Weekend in Vegas"                              | 22 de Setembro de 2013 7 de Abril de 2014 14 de Março de 2014           | 416                | 2.8                        |
| 93     | 14    | "Cavaleiros do Medo" "Fright Knight"                                     | 6 de Outubro de 2013 29 de Outubro de 2013 16 de Outubro de 2013        | 415                | 3.3                        |
| 94     | 15    | "Irmã, Irmã" "Sister, Sister"                                            | 13 de Outubro de 2013 08 de Abril de 2014 02 de Maio de 2014            | 408                | 3.1                        |
| 95     | 16    | "Com o Bob, o Beau e os Bichos Já Eram" "Bob's Beau-Be-Gone"             | 10 de Novembro de 2013 09 de Abril de 2014 14 de Fevereiro de 2014      | 413                | 3.2                        |
| 96     | 17    | "Boa Sorte Jessie: Natal em Nova York" "Good Luck Jessie: NYC Christmas" | 29 de Novembro de 2013 8 e 31 de Dezembro de 2013 5 de Dezembro de 2014 | 418                | 5.8                        |
| 97     | 18    | "Aceito" "Accepted"                                                      | 19 de Janeiro de 2014 10 de Abril de 2014 30 de Maio de 2014            | 417                | 2.9                        |
| 98     | 19    | "Uma Árvore" "Down a Tree"                                               | 26 de Janeiro de 2014 11 de Abril de 2014 23 de Maio de 2014            | 419                | 2.5                        |
| 99–100 | 20–21 | "Até a Próxima, Charlie!(Parte 1 e 2)" "Bye Bye Charlie"                 | 16 de Fevereiro de 2014 11-12 de Abril de 2014 06 de Junho de 2014      | 420-421            | 4.6                        |